# Тяжельников, Евгений Михайлович
Евге́ний Миха́йлович Тяже́льников (7 января 1928, Верхняя Санарка, Уральская область — 15 декабря 2020, Москва) — советский партийный работник, дипломат. Ректор Челябинского государственного педагогического института (1961—1964). Член ЦК КПСС (1971—1990). Депутат Верховного Совета СССР (1968—1984).

## Биография
Родился 7 января 1928 года в селе Верхняя Санарка (ныне — Пластовский район Челябинской области). В 1950 году окончил с отличием Челябинский государственный педагогический институт. В 1951 году вступил в ВКП(б).
В 1950—1952 годах — ассистент кафедры марксизма-ленинизма, одновременно секретарь комитета ВЛКСМ Челябинского педагогического института. В 1952—1954 годах — заместитель заведующего отделом пропаганды и агитации Челябинского обкома ВЛКСМ. В 1954—1956 аспирант, в 1956—1961 годах старший преподаватель кафедры марксизма-ленинизма, одновременно секретарь парткома Челябинского педагогического института.
В 1960 году защитил диссертацию на соискание учёной степени кандидата исторических наук по теме «Коммунистическая партия — вдохновитель и организатор трудового подвига комсомольцев и советской молодежи в освоении целинных земель, 1954—1958 гг.»). С 1962 года – доцент.
В 1961—1964 годах — ректор Челябинского педагогического института.
В 1964—1968 годах — секретарь Челябинского обкома КПСС по идеологии. 
9 июня 1968 года был вызван в ЦК партии, в тот же день принят генеральным секретарём ЦК КПСС Л. И. Брежневым, который предложил ему возглавить комсомол вместо «шелепинца» С. П. Павлова.
В 1968—1977 годах — первый секретарь ЦК ВЛКСМ.
В 1977—1982 годах — заведующий Отделом пропаганды и агитации ЦК КПСС. Как отмечает исследователь Н. А. Митрохин, политически Тяжельников однозначно ориентировался только на Брежнева и опирался де‑факто только на его поддержку.
С 27 декабря 1982 по 7 июня 1990 года — чрезвычайный и полномочный посол СССР в Румынии.
Как пишет Леонид Млечин, ещё будучи руководителем комсомола, Евгений Тяжельников отличился тем, что на съезде партии прочитал хвалебную заметку о молодом Брежневе из заводской многотиражки, а с избранием Андропова генсеком ЦК КПСС Тяжельников занялся поиском его стихов в Карелии, где тот начинал партийную карьеру, «Андропов в такой славе не нуждался, и Тяжельников уехал послом в Румынию».

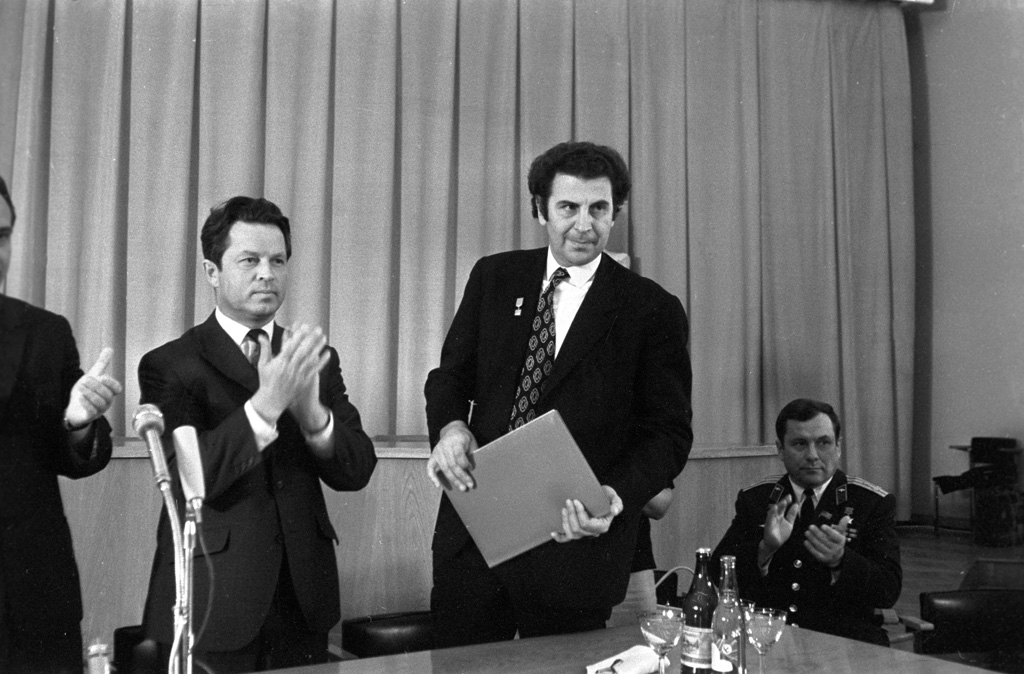
Первый секретарь ЦК ВЛКСМ Е. Тяжельников при вручении премии Ленинского комсомола греческому композитору Микису Теодоракису. Москва, 1970 год.

В 1990 году — через полгода после антикоммунистической революции в Румынии — по настоянию новых властей этой страны, Евгений Тяжельников был отозван с посольской должности, переведён в распоряжение МИД СССР и через некоторое время отправлен в отставку. В отставку его отправил министр иностранных дел СССР Э. А. Шеварднадзе, этим же приказом в отставку были отправлены также и другие послы СССР — бывшие партийные работники, в том числе Я. П. Рябов и Ю. В. Петров.

Могила Тяжельникова на Кунцевском кладбище

Скончался 15 декабря 2020 года в Москве. Похоронен на Кунцевском кладбище (10 уч.).

## Награды
- Орден «За заслуги перед Отечеством» IV степени (11 октября 2018) — за большой вклад в патриотическое воспитание молодёжи, активную общественную деятельность[9]
- два ордена Ленина (1971; 6 января 1988)
- Орден Октябрьской Революции (1976)
- Орден Трудового Красного Знамени (1966)
- Орден Дружбы народов (14 ноября 1980) — за большую работу по подготовке и проведению Игр XXII Олимпиады[10]
- Медаль «За боевое содружество»
- Почётный знак ВЛКСМ
- Знак ЦК ВЛКСМ и КМО СССР «За укрепление мира, дружбы и солидарности молодежи»
- Орден Народной республики Болгарии 1 ст.
- Орден Трудового Красного Знамени (МНР)
- Медаль «Дружба»
- Заслуженный работник МВД СССР
- Знак Шахтерская Слава (СССР)